# Antinephele marcida
Antinephele marcida är en fjärilsart som beskrevs av Holland 1892. Antinephele marcida ingår i släktet Antinephele och familjen svärmare. Inga underarter finns listade i Catalogue of Life.